# Saint Cecilia (manzana)
Saint Cecilia es una variedad cultivar de manzano (Malus domestica). 
Criado por John Basham & Sons en Bassaleg, Monmouthshire, Gales en 1900. Presentado en 1918 Recibió un Premio al Mérito en 1918 y un Certificado de Primera Clase en 1919 de la Royal Horticultural Society. Las frutas tienen carne crujiente y jugosa con un rico y aromático sabor.

## Sinónimos
- "St. Cecilia"

## Historia
'Saint Cecilia' es una variedad de manzana, desarrollada por el cruce de Cox's Orange Pippin x Desconocido, criado por "John Basham & Sons of Bassaleg" en Monmouthshire, Gales (Reino Unido) alrededor de 1900. Introducido en 1918 cuando recibió un Premio al Mérito en 1918 de la Royal Horticultural Society. Un año después, también recibió el Certificado de Primera Clase de esa organización.
'Saint Cecilia' se cultiva en la National Fruit Collection con el número de accesión: 1973-144 y Accession name: Saint Cecilia.

## Características

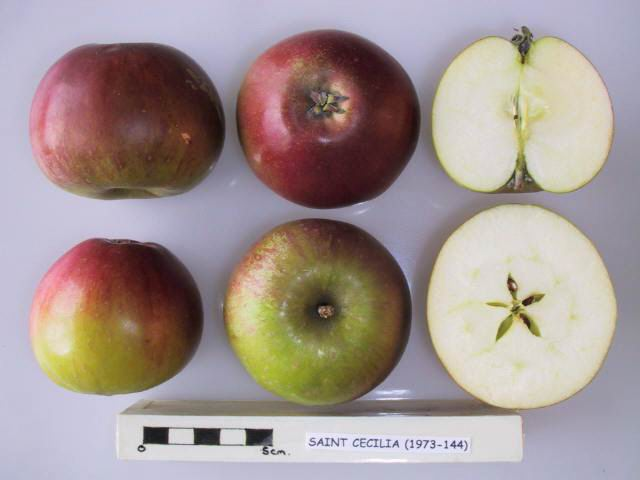
La Manzana 'Ivette' seccionada.

'Saint Cecilia' árbol de extensión vertical, de vigor moderado. Tiene un tiempo de floración que comienza a partir del 1 de mayo con el 10% de floración, para el 7 de mayo tiene una floración completa (80%), y para el 14 de mayo tiene un 90% caída de pétalos.
'Saint Cecilia' tiene una talla de fruto de medio a grande; forma oblonga, con una altura de 60.50mm, y con una anchura de 73.00mm; con nervaduras muy débiles; epidermis con color de fondo amarillo blanquecino, con un sobre color rojo, y patrón del sobrecolor rayado, "russeting" (pardeamiento áspero superficial que presentan algunas variedades) bajo; cáliz grande y parcialmente abierto con pétalos largos y puntiagudos, colocados en una cuenca poco profunda y estrecha; pedúnculo es corto y moderadamente delgado, colocado en una cavidad oxidada profunda y estrecha; piel dura; carne crujiente, de color blanco con matices verdosos, crujientes. Jugoso, dulce y aromático.
Su tiempo de recogida de cosecha se inicia a principios de octubre. En almacenamiento en frío se mantiene cuatro meses en cámara frigorífica. Su óptimo de cultivo está comprendido en USDA Hardiness Zones 5-9.

## Usos
Una buena manzana de uso de postre fresca en mesa, también es ideal para pasteles, aperitivos de rodajas de manzana fritas, salsas de manzana, y se usa en elaboración de sidra.

## Ploidismo
Diploide, auto estéril. Grupo de polinización: B, Día 7.

## Susceptibilidades
- Oidio: ataque fuerte
- Fuego bacteriano: ataque fuerte
- Azufre: ataque fuerte
- Chancro del manzano: ataque medio[6]